# Shingetsu
«Shingetsu» (яп. 新月, укр. Шинге́цу) — японський рок-гурт 1970-х, що грав у стилі симфонічний прогресивний рок. Назва перекладається як «новий місяць», або «молодик». Характеризується глибоким, нерішучим, сумним вокалом Макото Кітаями, а музика віртуозністю, почуттям театральності, нагадуючи цим Genesis. Цей перспективний гурт на жаль випустив лише один студійний альбом, а потім у наступні роки два концертні альбоми: Akai Me No Kagami Live '79 (1979 р.) і Shingetsu Live 25-26 July 1979 (2004 р.). Також було видано два колекційних альбоми: Kagaku No Yoru (Serenade + Shingetsu) (1985 р.) й Zenshi (2005 р.).
У 2005 році гурт відновлює діяльність і записує новий альбом From A Distant Star, на якому розміщені пісні, написані до розпаду в 1981 році, та студійний демозапис 1979 року. Цей альбом було видано 2015 року.

## Альбом Shingetsu, 1979

### Композиції
1 — Oni 9'32

2 — The other side of morning 4'12

3 — Influential street 4'25

4 — Afternoon ~ After the rain 4'08

5 — Fragments of the dawn 7'08

6 — Freeze 3'04

7 — Night collector 5'04

8 — Return of the night 5'36

Загальний час звучання 43:01

### Музиканти
— Akira Hanamoto / клавішні 

— Makoto Kitayama / вокал 

— Shizuo Suzuki / бас-гітара 

— Naoya Takahashi / барабани 

— Haruhiko Tsuda / гітара 

### Гості
— Takashi Kokubo / синтезатори 

— Hiroshi Morimura / саксофон (4) 